# East Tawakoni
East Tawakoni est une ville située à l'ouest du comté de Rains, sur la rive orientale du lac Tawakoni, au Texas, aux États-Unis,. Elle est fondée le 6 juin 1967.

## Démographie
Lors du recensement de 2010, la ville comptait une population de 883 habitants. Elle est estimée, en 2016, à 937 habitants.

### Source de la traduction
- (en) Cet article est partiellement ou en totalité issu de l’article de Wikipédia en anglais intitulé « East Tawakoni, Texas » (voir la liste des auteurs).